# Garrott Kuzzy
Garrott Kuzzy est un fondeur américain, né le 26 novembre 1982 à Minneapolis.

## Biographie
Il débute en Coupe du monde en janvier 2008 à Canmore, arrivant notamment neuvième sur le sprint libre (demi-finaliste).
Aux Jeux olympiques d'hiver de 2010, il est 47e du sprint classique, 58e du quinze kilomètres libre, et 13e du relais.

## Palmarès

### Coupe du monde
- Meilleur classement général : 92e en 2008.
- Meilleur résultat individuel : 9e.